# Dichotomanthes
Dichotomanthes é um género botânico pertencente à família Rosaceae.